# BRIK
 For alternative betydninger, se BRIK (flertydig). (Se også artikler, som begynder med BRIK)
BRIK (Internationalt BRIC eller BRIC countries) er akronymet for en gruppe lande; Brasilien, Rusland, Indien og Kina, med beslægtede økonomier. Akronymet stammer fra Jim O'Neills dokument "Building Better Global Economic BRICs", skrevet i 2001.

## Siden 2010
Siden 2010 benyttes også betegnelsen BRIKS eller BRICS, da Sydafrika kom med i den internationale politiske organisation.

## Ekstern henvisning
- Investopedia (engelsk)

| Økonomi | Spire Denne artikel om økonomi er en spire som bør udbygges. Du er velkommen til at hjælpe Wikipedia ved at udvide den. |